# Léon Marguerite Le Clerc de Juigné
Pour les articles homonymes, voir Le Clerc et Juigné.
Léon-Marguerite Le Clerc (Paris, 3 janvier 1733 - Paris, 24 octobre 1810), baron de Juigné, est un militaire et parlementaire français des XVIIIe et XIXe siècles .

## Biographie
Frère puîné du marquis de Juigné et de l'archevêque de Paris, Léon-Marguerite Le Clerc servit d'abord dans la marine où il parvint au grade lieutenant de vaisseau.
Il passa, en 1758, dans la cavalerie, fut fait capitaine en 1758, colonel aux grenadiers de France en 1762, et colonel du régiment de Soissonnais en juillet 1767. On le créa brigadier des armées du roi, le 3 janvier 1770, et maréchal de camp, le 1er mars 1780.
Il fut admis aux honneurs de la Cour en 1783[réf. à confirmer].
Élu, le 31 mars 1789, député de la noblesse aux États généraux par le bailliage de Coutances, il s'oppose à la suppression des justices foncières, et renouvelle l'offre faite au nom du clergé d'un prêt de quatre cents millions. 
Il émigre à la fin de la session (1791), rentre en France sous le Consulat, et ne reparaît plus sur la scène politique..
Il meurt le 24 octobre 1810.

## Titres
- Baron de Juigné ;
- Seigneur de Sainte-Mère-Église (1789, du chef de son épouse) ;

## Distinctions et honneurs
- Admis aux honneurs de la Cour (1770[1],[2]).

## Armoiries
| Figure | Blasonnement |
|        | Armes de la famille Le Clerc de Juigné D'argent, à la croix de gueules, bordée-engrêlée de sable et cantonnée de quatre aigles du même, becquées et armées du second. |

## Ascendance & postérité
Léon-Marguerite est le quatrième fils de Samuel-Jacques Le Clerc ( † tué le 19 septembre 1734 à la bataille de Guastalla (Italie), baron de Juigné, de La Lande en Poitou et de Champagne (Champagne-Hommet), colonel du régiment d'Orléans-infanterie) et de Marie Gabrielle Le Cirier de Neufchelles (° 1706 † 1763), fille de Léon Le Cirier ( † 1733), seigneur de Neufchelles et d'Hénonville, maréchal des camps et armées du Roy, gouverneur de Sainte-Menehould, lieutenant des gardes du corps du roi, chevalier de Saint-Louis.
- Le baron de Juigné a trois frères et une sœur :

1. Jacques Gabriel Louis Le Clerc de Juigné (° 1727 † 1807), marquis de Juigné, chevalier de Saint-Louis (1757), ministre plénipotentiaire en Russie (1774), lieutenant-général (1780), député aux États généraux de 1789 ;
2. Antoine-Éléonor-Léon Leclerc de Juigné (° 1728 † 1811), archevêque de Paris (1782), député aux États généraux de 1789 ;
3. Armand Louis Le Clerc de Juigné (° 5 juin 1731 - Église Saint-Sulpice de Paris † 28 décembre 1758), capitaine au régiment de Guyenne ;
4. Louise Léonine Gabrielle Le Clerc ( † 19 août 1754), mariée le 24 mars 1753 avec Antoine Guy, marquis de Pertuis, vicomte de Baons le Comte, dont postérité.

Il épouse, le 5 mars 1769 à Saint-Germain-en-Laye, Adelaïde Elizabeth Olive (° vers 1750), fille de Jacques Étienne Antoine de Saint-Simon-Courtomer († 1768), vicomte de Courtomer (Orne). Ils ont cinq enfants qui forment la branche cadette de la famille Le Clerc de Juigné. 